# Ectemnonotum coruscans
Ectemnonotum coruscans är en insektsart som beskrevs av Victor Lallemand 1930. Ectemnonotum coruscans ingår i släktet Ectemnonotum och familjen spottstritar. Inga underarter finns listade i Catalogue of Life.